# Сакс, Владимир Николаевич
Владимир Николаевич Сакс (9 [22] апреля 1911, Санкт-Петербург — 17 февраля 1979, Москва) — советский учёный-геолог, палеонтолог, стратиграф и палеогеограф. Доктор геолого-минералогических наук, член-корреспондент АН СССР (1958).

## Биография
Родился 9 (22) апреля 1911 года в Санкт-Петербурге.
В 1933 году окончил Ленинградский горный институт.
В 1935—1940 и с 1944 года работал в Арктическом институте, реорганизован в Институт геологии Арктики (1948‒1958).
В 1940—1944 годах работал в Горногеологическом управлении Главсевморпути.
С 1958 года работал в Институте геологии и геофизики Сибирского отделения АН СССР. Заведующий лабораторией стратиграфии и палеонтологии мезозоя и кайнозоя.
Заведовал кафедрой исторической геологии и палеонтологии НГУ. Был председателем Комиссии по изучению четвертичного периода АН СССР (в сибирской секции), а также Научного совета по проблемам перераспределения водных ресурсов СО АН СССР.
Разработал схемы стратиграфии четвертичных отложений Белоруссии и Советской Арктики, мезозойских нефтегазоносных толщ Усть-Енисейской и Хатангской впадин.
Член-корреспондент c 28 марта 1958 года, Сибирское отделение (геология и география)
Скончался 17 февраля 1979 года в Москве. Похоронен в Новосибирске на Южном кладбище (квартал У).

## Награды
- 1945 — Медаль «За доблестный труд в Великой Отечественной войне 1941—1945 гг.»[7]
- 1975 — Орден Трудового Красного Знамени
- 1978 — Государственная премия СССР

## Публикации
Основные труды:
- Сакс В. Н., Моор Г. Г. Геология и петрография Алазейского плато. М.; Л.: Изд-во Главсевморпуть, 1941. 78 с.
- Сакс В. Н. Геологические исследования в северо-восточной части Западно-Сибирской низменности. М.; Л.: Изд-во Главсевморпути, 1946. 75 с.
- Визе В. Ю., Горбацкий Г. В., Горбунов Г. П., Городков Б. Н., Сакс В. Н. Советская Арктика: Моря и острова. Физико-географическая характеристика. М.; Л.: Изд-во Главсевморпути и ИГ АН СССР, 1946. 151 с.
- Сакс В. Н. (Статьи) // Геология СССР. Т. 18, 26, 57. М.; Л.: Госгеолтехиздат, 1947.
- Сакс В. Н. Условия образования донных осадков в арктических морях СССР. М.; Л.: Изд-во Главсевморпути, 1952. 140 с.
- Сакс В. Н. Стратиграфия // Геология СССР:Геологическое строение Красноярского края. Т. 15. Ч. 1. М.: Недра, 1961.
- Сакс В. Н. (Редактор) История развития рельефа Сибири и Дальнего Востока: В 15 т. Новосибирск: Институт геологии и геофизики СО АН СССР, 1964—1976. [Государственная премия СССР, 1978 г.]
- Гольберт А. В., Маркова Л. Г., Сакс В. Н. и др. Палеоландшафты Западной Сибири в юре, мелу и палеогене. М.: Наука, 1968. 152 с.

Избранные труды
- Сакс В. Н. Избранные труды: В 2 т. Новосибирск: Гео, 2007: 
  - Т. 1. Биостратиграфия и палеобиогеография мезозоя Сибири. 643 с.;
  - Т. 2. Этапность развития биосферы и органического мира в мезозое. 339 с.

## Память
В честь учёного проводятся научные конференции — Саксовские научные чтения. В память о нём на здании Института геологии и геофизики СО РАН размещена мемориальная доска.